# Bračna Vas
Bračna vas é um assentamento localizado no município de Brežice na Eslovênia. Possuía uma população estimada de 46 habitantes em 2020.